# Ekspedycja 16
Ekspedycja 16 – szesnasta ekspedycja na Międzynarodową Stację Kosmiczną, trwająca od października 2007 do kwietnia 2008. W skład załogi weszło dwóch członków długoterminowych i czterech krótkoterminowych.

## Załoga

### Załoga pierwsza (do października 2007)
- Peggy Whitson (2), dowódca (NASA/Stany Zjednoczone)
- Jurij Iwanowicz Malenczenko (4), inżynier pokładowy (Rosawiakosmos/Rosja)
- Clayton Anderson (1), inżynier pokładowy (NASA/Stany Zjednoczone)*

### Załoga druga (od października 2007 do lutego 2008)
- Peggy Whitson (2), dowódca (NASA/USA)
- Jurij Iwanowicz Malenczenko (4), inżynier pokładowy (Rosawiakosmos/Rosja)
- Daniel Tani (2), inżynier pokładowy (NASA/Stany Zjednoczone)

### Załoga trzecia (od lutego do marca 2008)
- Peggy Whitson (2), dowódca (NASA/USA)
- Jurij Iwanowicz Malenczenko (4), inżynier pokładowy (Rosawiakosmos/Rosja)
- Léopold Eyharts (2), inżynier pokładowy (ESA/Francja)

### Załoga czwarta (od marca do kwietnia 2008)
- Peggy Whitson (2), dowódca (NASA/Stany Zjednoczone)
- Jurij Iwanowicz Malenczenko (4), inżynier pokładowy (Rosawiakosmos/Rosja)
- Garrett Reisman (1), inżynier pokładowy (NASA/Stany Zjednoczone)**

(liczba w nawiasach oznacza liczbę lotów odbytych przez każdego z astronautów)
* Wcześniej w składzie Ekspedycji 15
** Od kwietnia 2008 w składzie Ekspedycji 17

### Załoga rezerwowa
- Edward Fincke, dowódca (NASA/Stany Zjednoczone) (za Whitson)
- Saliżan Szakirowicz Szaripow, inżynier pokładowy (Rosawiakosmos/Rosja) (za Malenczenkę)
- Sandra Magnus, inżynier pokładowy (NASA/Stany Zjednoczone) (za Taniego)
- Frank De Winne, inżynier pokładowy (ESA/Belgia) (za Eyhartsa)
- Timothy Kopra, inżynier pokładowy (NASA/Stany Zjednoczone) (za Reismana)

## Dokowanie Sojuza TMA-11 do ISS
- Połączenie z ISS: 12 października 2007, 14:50 UTC[2]
- Odłączenie od ISS: 19 kwietnia 2008, 05:06 UTC[2]
- Łączny czas dokowania: 189 d, 14 h, 16 min

## Opis misji
Astronauci Jurij Malenczenko i Peggy Whitson wystartowali 10 października 2007 o 13:22 UTC razem z malezyjskim kosmonautą Sheikhem Shukorem na pokładzie Sojuza TMA-11. Po 49 godzinach kapsuła Sojuza zbliżyła się do stacji i 12 października o 14:50 UTC nastąpiło dokowanie. O 16:22 UTC otworzony został luk pomiędzy stacją i kapsułą i astronauci dostali się na pokład ISS. Whitson stała się pierwszym dowódcą, kobietą stacji. Fiodor Jurczichin i Oleg Kotow z Ekspedycji 15 wrócili na Ziemię razem z Shukorem 21 października 2007 na pokładzie Sojuza TMA-10.

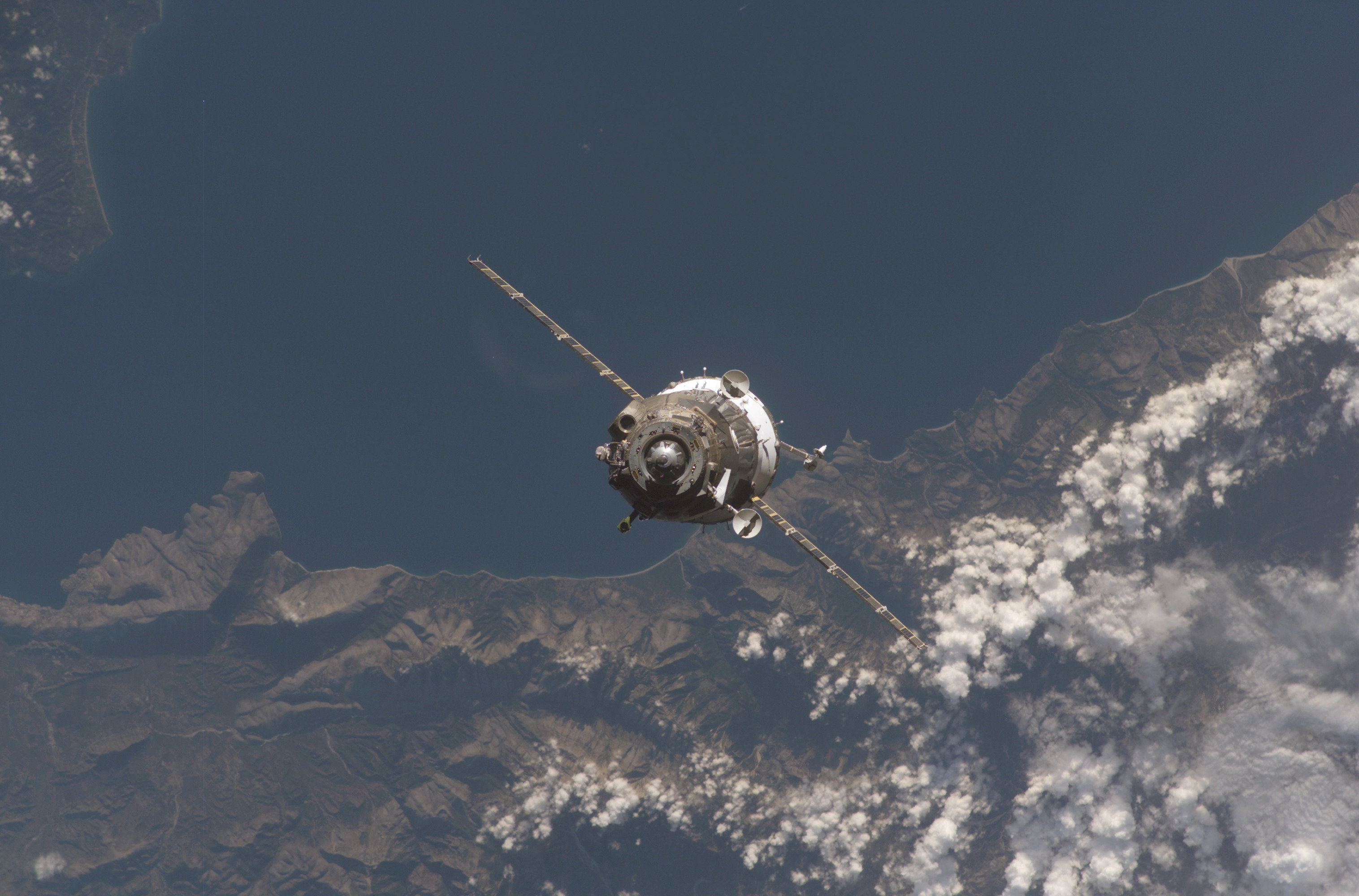
Sojuz TMA-11 zbliża się do ISS

Z powodu przypuszczalnej awarii komputera pokładowego lądowanie kapsuły nie przebiegało zgodnie planem. Z nieznanych powodów komputer skierował statek na trajektorię balistyczną. W związku z tym na astronautów działały ogromne przeciążenia (w szczytowym momencie wyniosły 8,56 g = 84,0 m/s²). Sojuz wylądował 360 km na zachód od pierwotnie wyznaczonego do tego miejsca. Załoga powróciła na Ziemię bez obrażeń.

### Nowy moduł dociera na stację
Pierwszą wizytą jaką gościli załoganci była misja STS-120, która przybyła na stację 25 października o 12:40 UTC. Właz dzielący wahadłowiec i stację otworzono dwie godziny później, a jeszcze tego samego dnia inżynier pokładowy Daniel Tani zamienił Claytona Andersona.

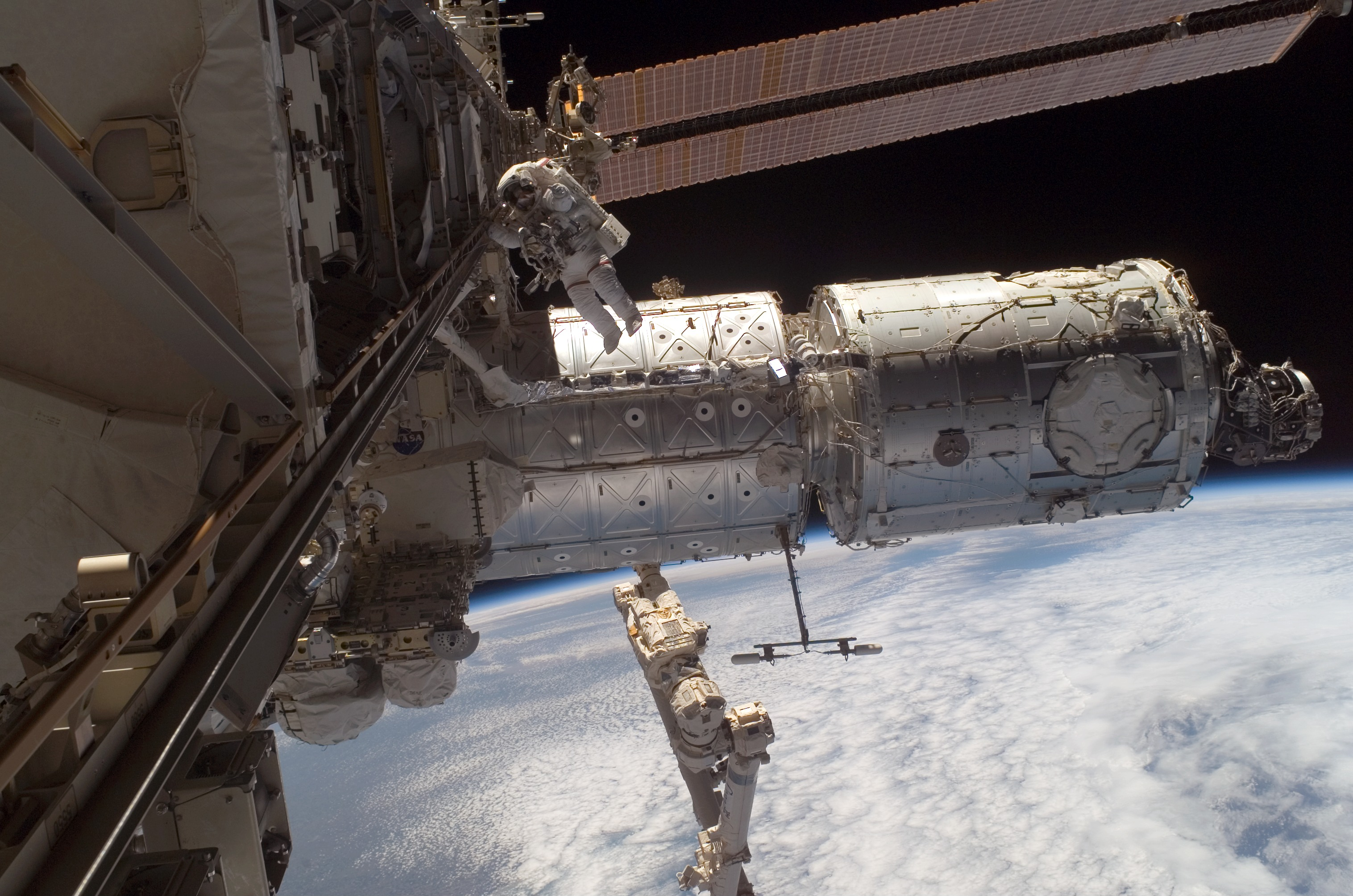
Peggy Whitson podczas spaceru kosmicznego. Za nią Destiny i Harmony z PMA-2

Głównym celem misji STS-120 było dostarczenie modułu łącznikowego amerykańskiej części stacji – Harmony. Został on zamontowany do stacji 26 października. 14,5 tonowy moduł został najpierw przymocowany do bocznego węzła Unity. Dopiero po odłączeniu się promu Discovery, Harmony został przyłączony do właściwego węzła na laboratorium Destiny. Z dostarczeniem tego wybudowanego w Europie modułu, po raz pierwszy od sześciu lat na stacji pojawił się nowy moduł dokujący. Poza tym również moduł P6 kratownicy został przeniesiony we właściwe miejsce na koniec całej struktury.
Po 11 dniach wspólnej pracy 5 listopada o 10:32 UTC wahadłowiec Discovery oddokował od stacji. Na jego pokładzie prócz załogi STS-120 był również Clayton Anderson, który wrócił na Ziemię po pięciu miesiącach. Wahadłowiec wylądował 7 listopada.

### Rozbudowa modułu Harmony

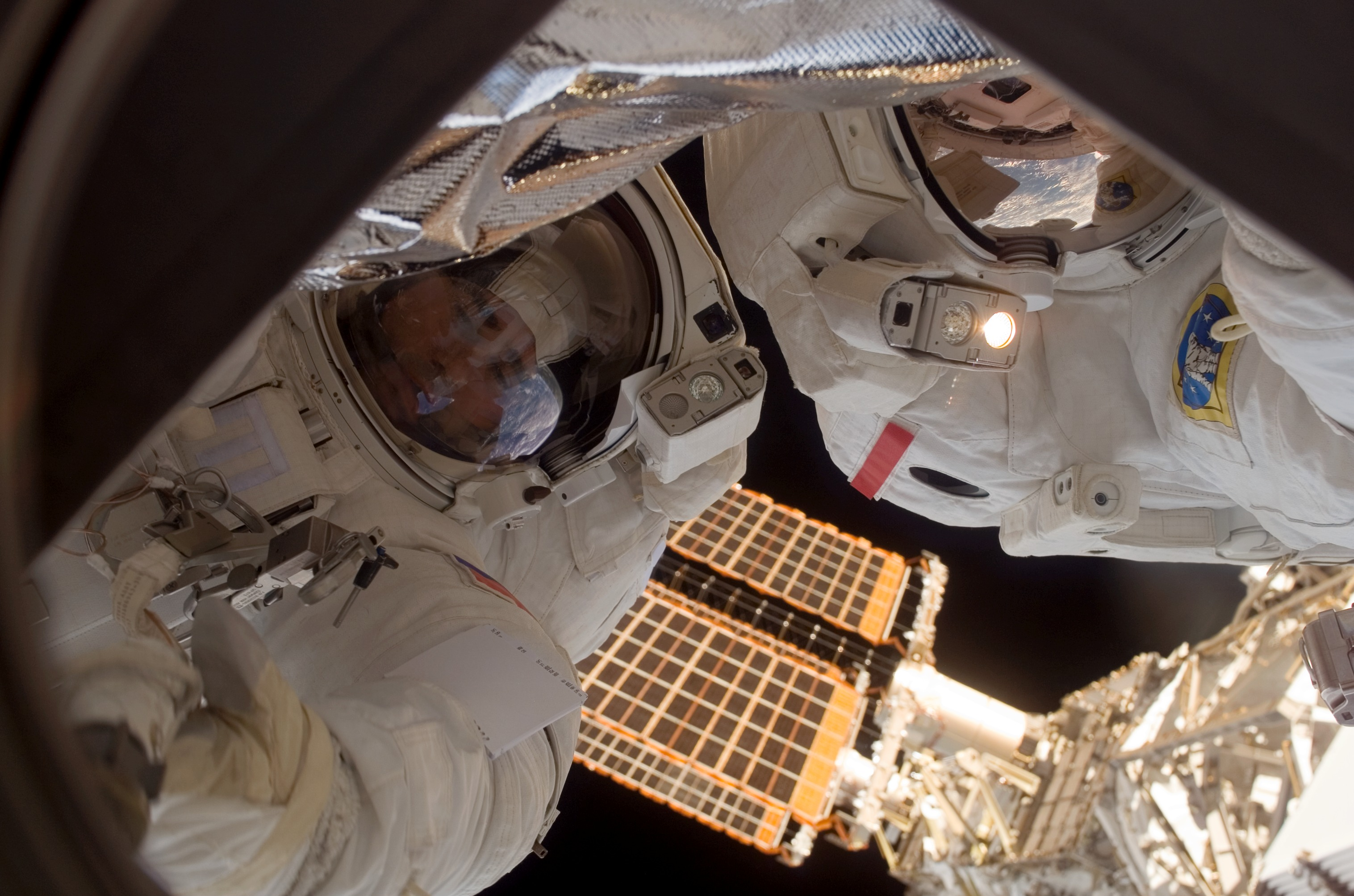
Malenczenko (po lewej) i Whitson podczas EVA

9 listopada odbył się pierwszy spacer kosmiczny (EVA) tej ekspedycji, w którym uczestniczyli dowódczyni Whitson i inżynier pokładowy Malenczenko. Opuścili oni o 9:54 UTC śluzę powietrzną i przygotowali PMA-2 na przeniesienie we właściwe miejsce na module Harmony. W ciągu 6 godzin i 55 minut rozłączono szereg różnych przewodów.
Dzięki temu kilka dni później moduł PMA-2 został przeniesiony za pomocą ramienia robota. PMA-2 dołączono do Harmony 12 listopada, a operacja przenoszenia trwała prawie dwie godziny.
Dwa dni później załodze udało się umieścić adapter dokujący we właściwym miejscu na Harmony. Przy użyciu ramienia robota PMA-2 umieszczono na przednim węźle modułu. Poprzez to możliwym będzie przycumowanie do stacji europejskiego laboratorium Columbus do modułu Harmony.
Aby uczynić z Harmony prawdziwy moduł stacji, astronauci Whitson i Tani wykonali kolejne wyjście w otwartą przestrzeń kosmiczną. 20 listopada podłączyli oni moduł do zasilania i obiegu chłodzącego stacji, co trwało 7 godzin i 16 minut.
Przy trzecim EVA, który odbył się 24 listopada wszystkie czynności związane z podłączaniem modułu zostały zakończone. Tani i Whitson wyszli o 9:50 UTC, aby przepracować na zewnątrz stacji w sumie 7 godzin i 4 minuty. Poza kończeniem przyłączania obwodów elektrycznych i chłodzenia w programie znalazła się również inspekcja części złącza obrotowego kratownicy – SARJ-S3. Od połowy września dochodziło tam do drgań podczas jego używania, a silnik pobierał więcej energii. Już podczas spaceru kosmicznego w ramach misji STS-120, który odbył się 28 października, odbyła się inspekcja złącza. Odkryto wtedy opiłki metalu, z których pobrano próbkę do przebadania na Ziemi. Podczas obecnej inspekcji ponownie odkryto opiłki metalu.

### Dwa pozaplanowe wyjścia
NASA zapowiedziała 18 grudnia kolejne wyjście. Podczas niego, Whitson i Tani, ponownie sprawdzili złącze obrotowe SARJ-S3. Mimo inspekcji trwającej 6 godzin i 56 minut nie udało się ustalić źródła problemu. Był to zarazem setny spacer kosmiczny na stacji ISS. W jego trakcie dowódczyni Whitson pobiła rekord. Z 32 godzinami i 36 minutami stała się najdłużej przebywającą w otwartej przestrzeni kosmicznej kobietą.
19 grudnia w wypadku samochodowym zginęła 90-letnia matka inżyniera pokładowego Daniela Tani. Jeszcze tego wieczora astronauta został o tym poinformowany przez jego żonę i lekarza NASA. Rosyjska agencja kosmiczna, jak i NASA, złożyły mu kondolencje. NASA zapowiedziała wszelką pomoc dla niego, w szczególności psychologiczną.
23 grudnia wystartował ostatni w 2007 roku frachtowiec Progress z 2,24 tonami zaopatrzenia dla stacji i załogi. Rakieta wystartowała planowo o 7:12 UTC z kosmodromu Bajkonur w Kazachstanie. Dzień wcześniej stary statek transportowy został odłączony od stacji. Progress M-62, wypełniony paliwem, wodą pitną, powietrzem, wyposażeniem stacji, jak i prezentami na Boże Narodzenie, zadokował do stacji 26 grudnia o 8:14 UTC.
30 stycznia 2008 przeprowadzono kolejny spacer kosmiczny, podczas którego Tani i Whitson zajęli się wymianą silnika obracającego panelami baterii słonecznych 1A. Po zamianie silników obrócono panel słoneczny i do razu dostarczył on więcej energii dla stacji.
Po tym jak astronauci wypełnili w ostatnich dniach statek transportowy Progress M-62 zbędnymi rzeczami wyposażenia i śmieciami, pojazd został 4 lutego o 10:32 UTC odłączony od stacji. Dzień później o 13:03 UTC z kosmodromu Bajkonur wystartował kolejny transportowiec Progress M-63. Po dwóch dniach lotu zadokował on do stacji 7 lutego o 14:30 UTC.

### Europejski moduł Columbus

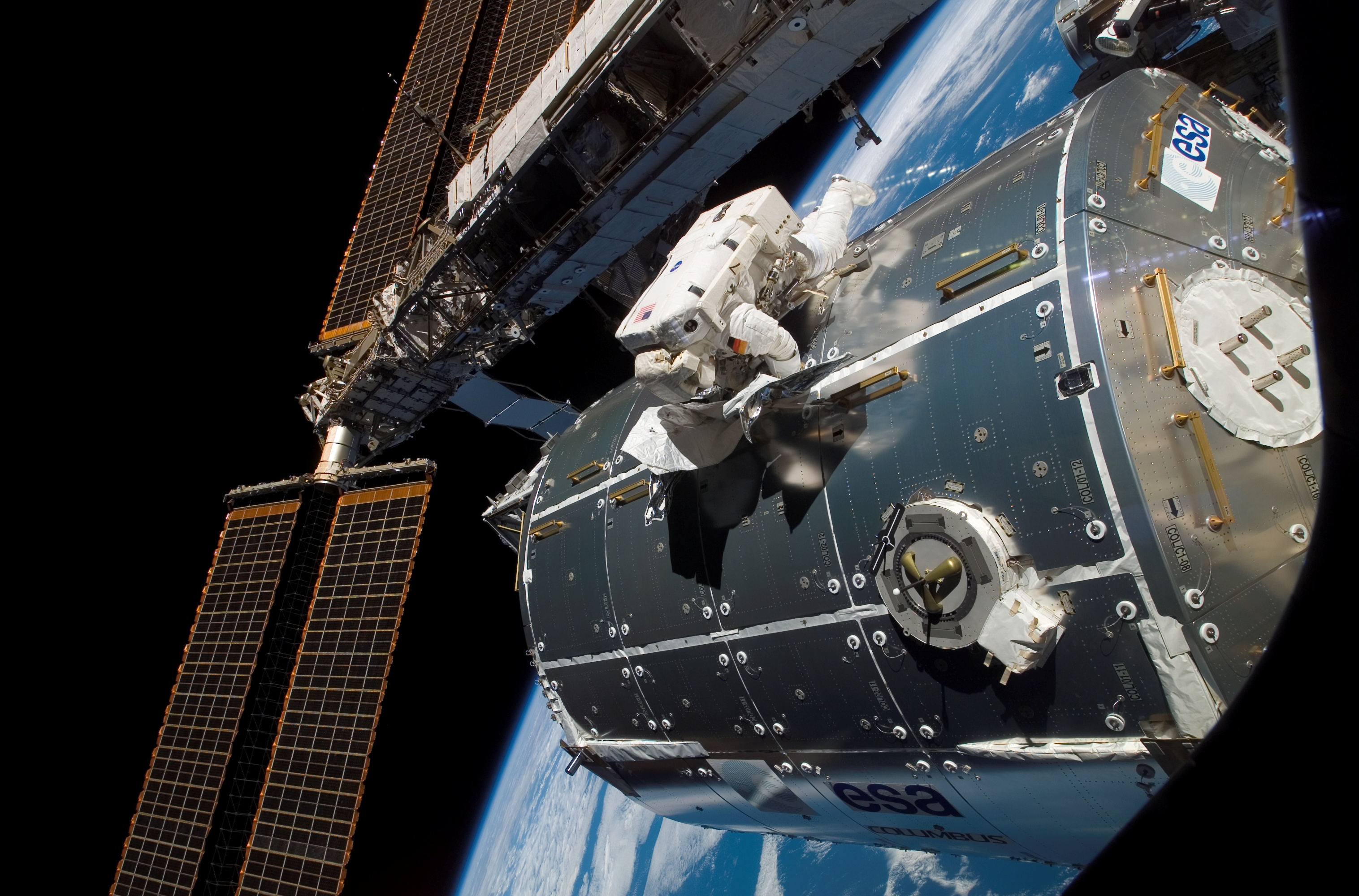
Schlegel pracuje na zewnątrz laboratorium Columbus

9 lutego na stację dotarło europejskie laboratorium kosmiczne Columbus. O 17:17 UTC prom Atlantis zadokował do ISS razem z misją STS-122. Załoga misji prowadziła prace na zewnątrz stacji, podczas gdy 11 lutego do stacji dołączono moduł Columbus. Dwa dni później wymieniono zbiornik z azotem przymontowany do stacji, a 15 lutego zamontowano dwie platformy na eksperymenty na zewnętrznej ścianie Columbusa. Po 9 dniach wspólnej pracy prom Atlantis odłączył się od stacji 18 lutego o 9:24 UTC. Razem z STS-122 na Ziemię wrócił inżynier pokładowy Daniel Tani, którego na stacji zamienił Francuz Léopold Eyharts.

### Instalacja pierwszej części japońskiego laboratorium
Po trzech tygodniach od powrotu ostatniej misji wahadłowca, 13 marca o 3:49 UTC do ISS zadokował prom Endeavour. Astronauci z misji STS-123 przeprowadzili pięć spacerów kosmicznych i powiększyli stację o dwa nowe moduły: logistyczny ELM-PS z japońskiego laboratorium oraz wyprodukowaną w Kanadzie specjalistyczną końcówkę do ramienia robota pracującego na zewnątrz stacji.

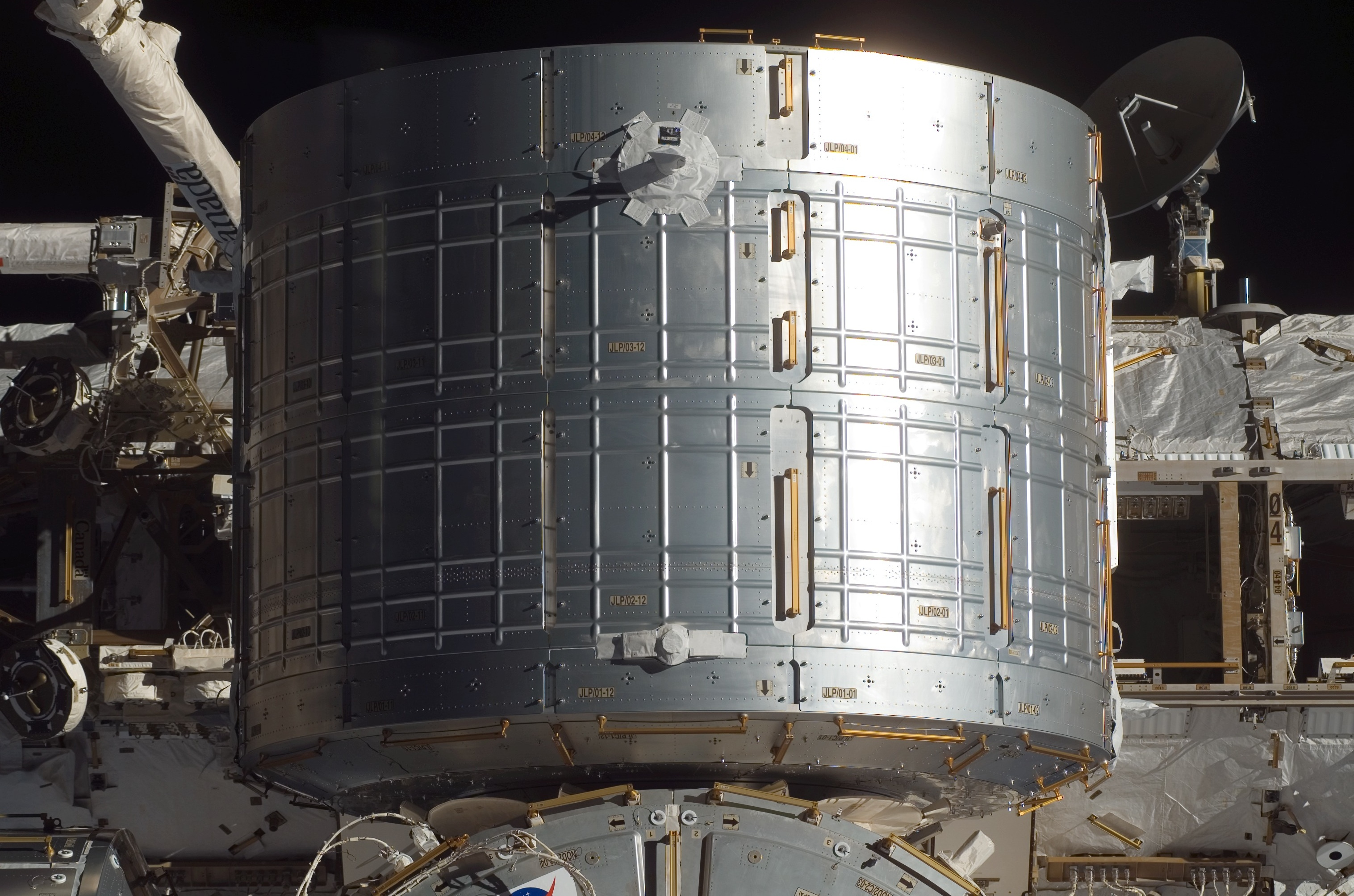
Część japońskiego laboratorium

Moduł ELM-PS jest pierwszą częścią japońskiego laboratorium Kibō. Po tej operacji już wszystkie państwa biorące udział w projekcie ISS miały co najmniej jeden moduł na orbicie.
Końcówkę ramienia robotycznego, nazwaną Dextre, dostarczono na stację w częściach. Aż trzy spacery kosmiczne były potrzebne do zamontowania całej końcówki. Dextre jest wyposażony w dwoje ramion oraz dwie ręce i ma zajmować się naprawami, które dotychczas były wykonywane przez astronautów podczas EVA.
Przed tym jak Endeavour odłączył się od ISS po 12 dniach 25 marca o 0:25 UTC inżynier pokładowy Eyharts zamienił się miejscami z Garrettem Reismanem. Francuz wrócił na Ziemię po dwóch miesiącach.

### Przybycie europejskiego frachtowca ATV

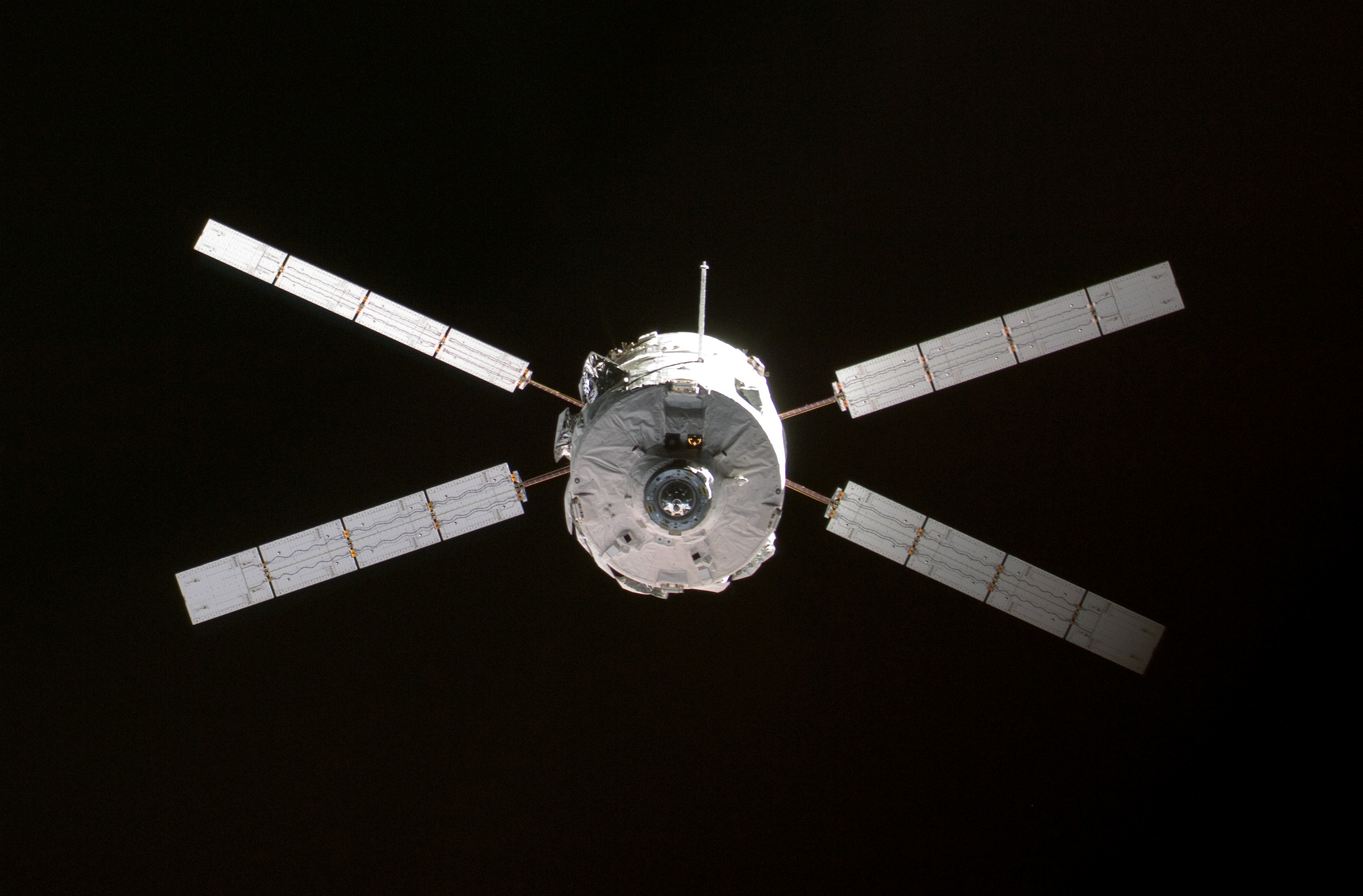
ATV zbliża się do ISS

9 marca z rakietą Ariane 5 z kosmodromu Kourou wystartował pierwszy Automatyczny Statek Transferowy – ATV nazwany „Jules Verne”. Bezzałogowy statek transportowy europejskiej agencji kosmicznej ESA, po szczegółowych testach na orbicie, zadokował w pełni automatycznie do ISS 3 kwietnia o 14:45 UTC. Wcześniej ATV znajdował się 2000 km przed stacją, gdzie czekał aż misja STS-123 odłączy się od stacji 25 marca. „Jules Verne” przywiózł zaopatrzenie i paliwo dla stacji. Statek pozostawał podłączony do ISS przez pięć miesięcy.
Frachtowiec posiada taką samą atmosferę jak ta na stacji i może służyć załodze jako dodatkowa przestrzeń. Gdy ATV jest zadokowany ma również możliwość wynieść stację na wyższą orbitę używając silników zamontowanych z tyłu pojazdu. Do tej pory operacje te były wykonywane przy użyciu rosyjskich Progressów.
Przez odłączeniem, ATV został wypełniony śmieciami i zbędnym wyposażeniem, po czym spłonął w górnych warstwach atmosfery ziemskiej.

### Przybycie 17. stałej załogi
Dowódca Siergiej Wołkow i Inżynier pokładowy Oleg Kononienko przybyli na stację 10 kwietnia na pokładzie Sojuza TMA-12. Statek zadokował do ISS o 12:57 UTC do śluzy powietrznej Pirs. Na pokładzie Sojuza była także astronautka południowokoreańska Yi So-yeon.

### Powrót na Ziemię
Po przepracowaniu w kosmosie pół roku, dowódczyni Whitson i inżynier pokładowy Malenczenko powrócili na Ziemię razem z astronautką z Korei Południowej. Lądowanie przebiegało podobnie nieplanowo jak w przypadku Sojuza TMA-10. Przez problemy z odłączeniem modułu serwisowego od lądownika, powrót odbył się na innej niż planowano trajektorii wejście w atmosferę. Powrót po trajektorii balistycznej spowodował duże przeciążenia i lądowanie 428 km na zachód od planowanego miejsca.